# Натчезы

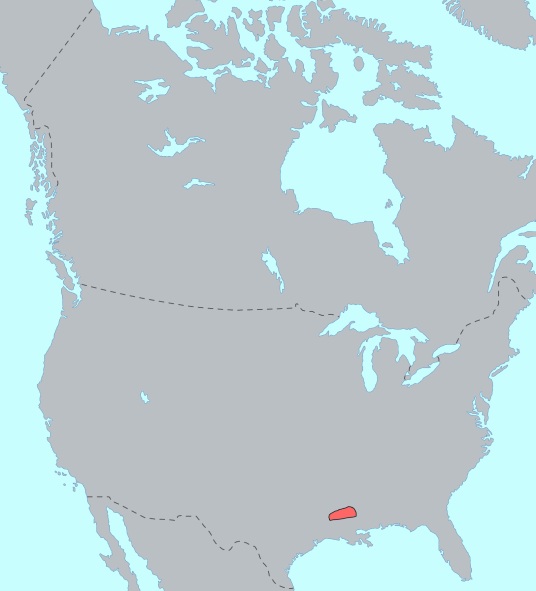
Ареал расселения натчез до прихода европейцев.

Натчезы, натчи, натчез — племя индейцев, проживавших изначально в области Натчез-Блафс вблизи нынешнего города Натчез (Миссисипи). Натчезы усвоили многие обычаи месоамериканских народов. Правитель народа натчезов носил титул «Солнце» и пользовался непререкаемым авторитетом. Религия натчезов требовала принесения человеческих жертв. Традиции натчезов были во многом схожи с традициями родственного племени таэнса, исчезнувшего в начале XIX века.
Предком народа натчезов считается крупная доколумбова Плакеминская культура, оставившая ряд важных археологических памятников в виде курганов.
Около 1730 года в результате нескольких войн с французами натчезы потерпели поражение и исчезли. Большинство выживших были либо порабощены французами и забыли язык, либо примкнули к другим племенам — чикасо, маскоги и чероки.
В настоящее время большинство семей, происходящих из племени натчез, проживают в штате Оклахома среди племён чероки и маскоги.
Язык натчезов, на котором говорили также таэнса, считается изолированным. Мэри Хаас включала его в макросемью языков залива.

## В культуре

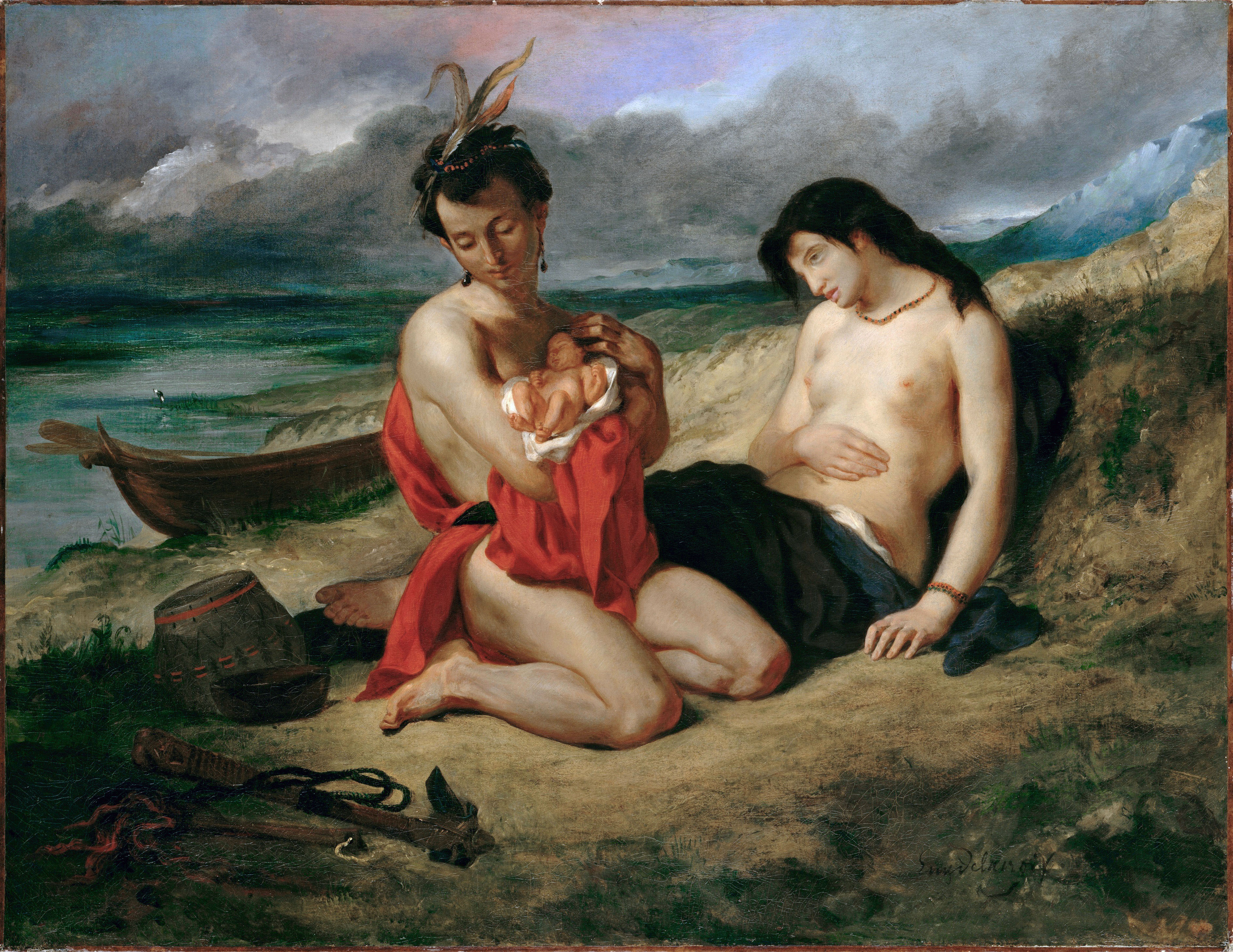
Эжен Делакруа. Натчезы

- «Натчез» — неоконченный роман Шатобриана, отрывки из которого публиковались отдельными повестями «Атала» (1801) и «Рене» (1802).
  - «Натчезы» — картина Эжена Делакруа (1835), навеянная «Аталой» Шатобриана.
- «В поисках белого бизона» — роман Майн Рида.